# 유엔 마약 범죄 사무소

유엔 마약 범죄 사무소(United Nations Office on Drugs and Crime, UNODC)는 약물 규제와 마약 범죄 예방을 목적으로 1997년 설립된 유엔 기관이다. 1991년 《유엔 마약 통제 계획》(UNDCP)과 빈에 본부를 둔 《범죄 예방 사법부》가 1997년에 양자가 통합되었다.

## 조직
유엔의 전문 기관으로 약 5000명의 직원을 두고 있다. 오스트리아 빈에 본부를 두고, 21개의 현장 사무소와 2개의 연락 사무소를 브뤼셀과 뉴욕 시에 두고 있다. 2020년부터 이집트의 가다 왈리가 사무소장을 맡고 있다. 이 본부의 운영 자금 약 90 %는 정부의 자발적인 기부금으로 운영된다. UNODC는 또한 사무국의 통합 국제 마약 관리위원회(INCB)를 구성한다.

## 목표
UNODC는 전 세계적인 불법 마약 유통, 범죄예방 및 범죄사법, 국제 테러와 부패에 보다 포괄적으로 대처하기 위해서 유엔을 보조하기 위해 설립되었다. 이러한 목표는 세 가지 주요 기능에 의해 추구되고 있다. 이것을 채택한 정부에 대한 각종 범죄와 마약, 테러, 부패를 연구조사, 지도, 지원을 하고 있다. 부정 패 관련 협약, 조약 및 프로토콜 구현뿐만 아니라, 기술, 재정 지원에 이르기까지 정부가 추구하는 각각의 상황과 이들 분야에서 도전에 직면했다.
다음이 UNODC가 다루는 주요한 테마이다.
- 대체 개발, 부패, 형사 사법, 감옥 개혁과 범죄 예방, 약물 예방, - 치료 및 관리, HIV 및 에이즈(AIDS), 인신매매와 이주 밀수, 돈세탁 방지, 조직 범죄, 불법 복제, 테러 방지

## 세계 마약 보고서
세계 마약 보고서는 마약 문제에 관한 포괄적인 매년 발행되는 보고서이다. 이것에는 각성제와 아편/헤로인, 코카/코카인, 대마초, 각성제 형태의 약물에 대한 예측과 정보를 제공한다. 이 보고서는 각 정부에서 제공하는 자료에 근거한다.

## 같이 보기
- 유엔 부패 방지 협약